# 天全茶藨子
天全茶藨子（学名：Ribes tianquanense）为虎耳草科茶藨子属下的一个种。

## 扩展阅读
- 維基物種上的相關：天全茶藨子